# Dwór w Uboczu
Dwór w Uboczu Dolnym (niem. Niedergutschloss Schosdorf) –  zabytkowy dwór we wsi Ubocze.
Piętrowy dwór z XVIII w. o cechach  klasycystycznych, nakryty czterospadowym dachem mansardowym z lukarnami. Od frontu główne wejście pod balkonem z balustradą ozdobiona wazonami, podtrzymywanym przez cztery kolumny. Ściana frontowa centralnie ze szczytem. W skład zespołu dworskiego (nr 138) z przełomu XVIII/XIX w. wchodzą dwór i park.

## Zobacz
- Pałac w Uboczu-Kolonii
- Pałac w Uboczu Średnim
- Pałac w Uboczu Górnym